# Kolb & Schüle
Die Kolb & Schüle AG war ein mittelständisches deutsches Textilunternehmen in Kirchheim unter Teck.

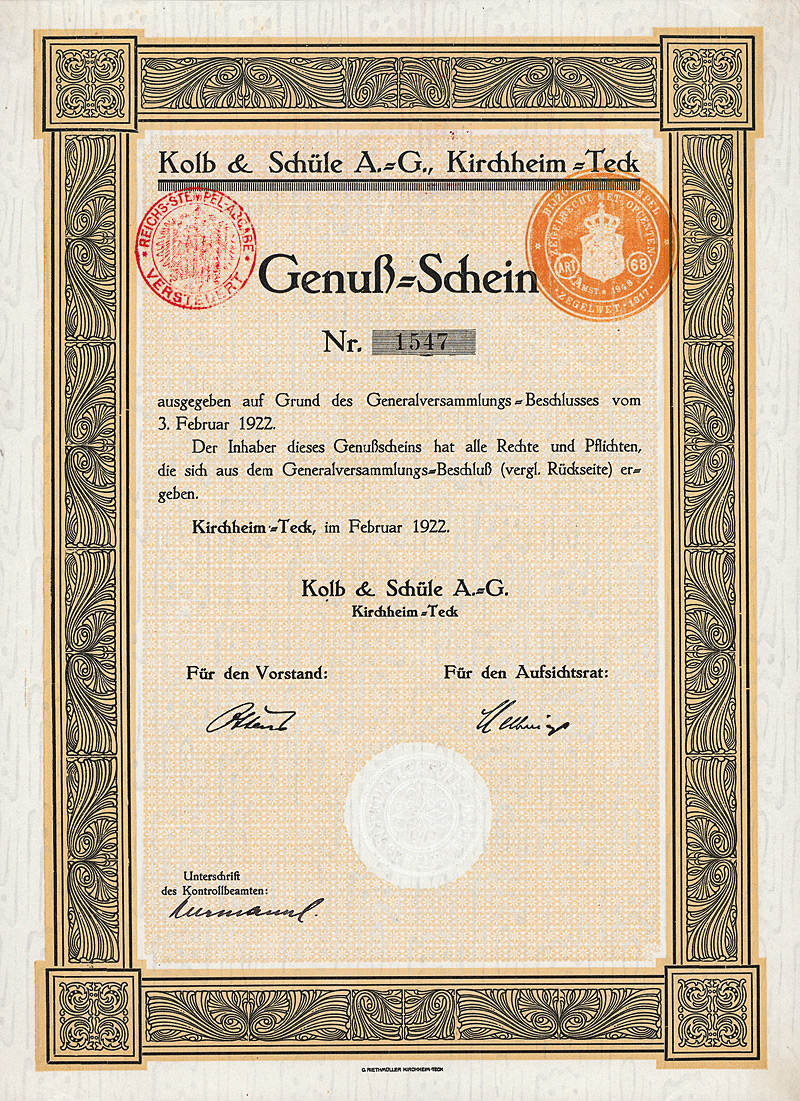
Genuß-Schein der Kolb & Schüle AG vom Februar 1922

## Geschichte
Im Jahre 1760 eröffnete Johannes Kolb eine Spezerei- und Ellenwarenhandlung am Marktplatz in Kirchheim unter Teck. Mit zwei Webergesellen aus der Schweiz fertigte er auf zwei Webstühlen gestreiftes Bettbarchent, Halstücher für Frauen und Schnupftücher aus Baumwolle, sehr zum Unwillen der heimischen Tuch- und Leinenweberzunft.
Aufgrund einer Eingabe vom 19. Juli 1763 beim württembergischen Landesherrn Herzog Carl Eugen erhielt er die Genehmigung zum Betrieb einer Manufaktur für die Herstellung von gestreiftem Barchent, baumwollenen und halbbaumwollenen Hals- und Schnupftüchern und die Anstellung von zwei zunftunabhängigen Webern. Erneute Eingaben vom 30. August 1764 und 20. März 1765 ermöglichten ihm die Ausweitung seiner Aktivitäten bis hin zur uneingeschränkten Produktionserlaubnis einschließlich des Bleichens und Färbens.
1775 erwarb Johannes Kolb Grundbesitz „hinter dem Seelhaus“ in der Ötlinger Vorstadt und baute dort ein Wohngebäude mit Werkstatt. Von hier aus entwickelte sich die Unternehmung bis zum Ende des 20. Jahrhunderts.
Am 1. Januar 1800 nahm er seinen Sohn Johann Jakob Kolb und seinen Schwiegersohn Konrad Friedrich Schüle als Gesellschafter auf und nannte das Unternehmen Kolb & Söhne. 1801 überschrieb er das Unternehmen als offene Handelsgesellschaft Kolb & Schüle auf die beiden oben Genannten.
Von 1856 bis 1870 unterhielt die Kolb & Schüle einen Zweigbetrieb in Neuffen. 1897 wurde das Werk Bissingen an der Teck als Weberei in Betrieb genommen.
Am 22. März 1898 wurde, mit Wirkung zum 1. Juli 1897, die Firma in die Mechanische Buntweberei vorm. Kolb & Schüle als Aktiengesellschaft umgewandelt; zu diesem Zeitpunkt fanden rund 800 Menschen Arbeit an 387 Webstühlen. Der Eintrag in das Handelsregister beim Amtsgericht Kirchheim unter Teck erfolgte am 24. Mai 1898 unter HRB 101 (heute: AG Stuttgart, HRB 230101).
1912 wurde eine betriebseigene Baumwollspinnerei eröffnet.
1918 wurde die Mechanische Flachsspinnerei in Urach übernommen; die Firma änderte daraufhin am 7. Juni 1918 ihren Namen in Mechanische Flachsspinnerei, Baumwollspinnerei und Buntweberei vormals Kolb & Schüle AG; im selben Jahr, am 5. November 1918, erfolgte die Umfirmierung in Kolb & Schüle AG.
1920 wurde die Flachsspinnerei Laineck erworben, die 1928 stillgelegt wurde.
Von 1921 bis 1993 war die Firma Gg. Langheinrich GmbH & Co. KG mit den Werken in Schlitz/Hessen Tochterunternehmen der Kolb & Schüle AG.
1922 wurde die Werkfeuerwehr der Kolb & Schüle AG gegründet. Eine Flachsrösterei wurde 1923 in Baiersbronn–Mitteltal in Betrieb genommen und bereits 1930 wieder aufgelöst. 1931 wurde der Betrieb in Urach eingestellt.
Vor der Weltwirtschaftskrise beschäftigte die Kolb & Schüle AG in ihren Werken 1.752 Arbeiter an 835 Webstühlen und 27.764 Spindeln.
1936 erfolgte eine Beteiligung an der neu erbauten Spinnfaserfabrik Süddeutsche Zellwolle AG in Kelheim.
Am 1. April 1938 wurde die Spinnerei und Buntweberei A. Gutmann & Co. GmbH in Göppingen im Rahmen eines Zwangsverkaufs übernommen.
Zum Ende des Zweiten Weltkriegs kam es zu zwischenzeitlichen Produktionseinschränkungen und letztlich zu Betriebsstilllegungen und Arbeitsruhen.
Die Firma Carl Faber & M. Becker in Weilheim an der Teck wurde 1968 erworben. Im Jahre 1980 wurde in Münsingen-Böttingen eine Näherei-Filiale eingerichtet.
Am 14. September 1990 wurde im Joint-Venture mit Naoussa Spinning Mills S.A. (Griechenland) die Kolblan Testiles S.A. gegründet. Es wurde in der Nähe von Thessaloniki eine Ringspinnerei mit 14.112 Spindeln gebaut und eingerichtet. Die bestehende Spinnerei in Kirchheim unter Teck wurde stillgelegt und die Anlagen nach China verkauft. 1993 wurden die Geschäftsanteile an den Joint-Venture-Partner verkauft.
Im Jahr 1993 erfolgte auch die Trennung von der Stammaktivität, der Produktion faser- und daunendichter Gewebe. Die in der k&s fabrics GmbH & Co. KG ausgegliederten operativen Aktivitäten wurden von der Gebr. Sanders GmbH & Co. KG in Bramsche übernommen.
Der Erwerb des Möbelstoffherstellers Aste in Eislingen und der Laichinger Proflax Textilmanufaktur erfolgte 1994. 1995 wurde die Firma Eisenhut & Weitzel GmbH & Co. KG, München erworben, 1996 die becon classic Berliner Konfektion GmbH & Co. KG und die abw Altdeutsche Buntweberei GmbH & Co. KG in Hünfeld übernommen sowie eine 50%ige Beteiligung an der russischen BERMOtekstil AG erworben.
Im Jahre 1997 erfolgte die vollständige Lösung aus dem Textilbereich. Die Hauptaktivität wurde das Immobiliengeschäft.
Im Jahr 1999 sollte die Verschmelzung mit der Masternet GmbH (Frankfurt) zur Masternet AG erfolgen, diese kam jedoch nicht zu Stande. Die Geschäftstätigkeit sollte auf den Telekommunikationsbereich ausgerichtet werden. Die Hauptversammlung am 29. Dezember 1999 beschloss die Vorschläge der Verwaltung auch, durch die Insolvenz wurden die Beschlüsse jedoch nicht umgesetzt.
Am 18. April 2000 wurde das Insolvenzverfahren beim Amtsgericht Esslingen (Az. 2 IN 314/99) auf Antrag des Hauptgläubigers Deutsche Bank eröffnet. Am 19. Januar 2008 wurde das Verfahren wieder aufgehoben.
Am 5. Februar 2019 wurde die Kolb & Schüle Aktiengesellschaft aus dem Handelsregister wegen Vermögenslosigkeit gemäß § 394 FamFG von Amts wegen gelöscht.

## Auszeichnungen
- 1836 Silberne Industriemedaille bei der württembergischen Landesschau in Stuttgart
- 1850 Bronzemedaille auf der Leipziger Industrie-Ausstellung
- 1851 Belobigung auf der Industrieausstellung aller Völker in London
- 1854 Ehrenmünze der Allgemeinen Deutschen Industrieausstellung in München
- 1873 Fortschrittsmedaille der Wiener Weltausstellung

## Geschäftsleitung der Unternehmung
- 1760–1801 Johannes Kolb
- 1800–1834 Johann Jakob Kolb
- 1800–1833 Konrad Friedrich Schüle
- 1833–1865 Rudolf Friedrich Schüle I.
- 0000–1837 Gustav Adolf Kolb
- 1865–1898 Rudolf Friedrich Schüle II.
- 1865–1869 Ferdinand Steingoetter

### Vorstand der Kolb & Schüle AG
- 1898–1900 Rudolf Friedrich Schüle II. (Vorsitzender des Vorstands)
- 1900–1937 Carl Ottens (Generaldirektor)
- 1933–1952 Hanns Ottens (Technischer Direktor)
- 1933–0000 Walter Jacob
- 1953–1976 Adolf Scheurer
- 1976–1990 Roland Wackenhuth (Vorsitzender des Vorstands)
- 1972–1994 Fritz W. Gerber (Vorstandsmitglied für Technik)
- 0000–1994 Manfred Haas (Vorstandsmitglied für Marketing und Vertrieb)
- 1989–1997 Rolf Kaiser (Vorsitzender des Vorstands)
- 1994–1997 Hanns-Georg Scheibe (Vorstand für Finanzen, Controlling und Personal)
- 1997–1997 Gerhard Marré
- 1998–1999 Günter Minninger

### Aufsichtsratsvorsitzende der Kolb & Schüle AG
- 1898–1908 Osswald I., Rechtsanwalt aus Ulm
- 1908–1918 Rudolf Friedrich Schüle jr. (Kommerzienrat)
- 1918–1933 Ph. Helbig, Bankdirektor aus Stuttgart
- 1933–1938 Wilhelm Osterieder, Rechtsanwalt aus Reutlingen
- 1938–1953 Carl Davidsen, Bankdirektor aus Stuttgart
- 1953–1954 Carl Kauffmann, Bankdirektor aus Stuttgart
- 1954–0000 Hans Walz, Vorsitzender der Geschäftsführung der Robert Bosch GmbH aus Stuttgart
- 0000–0000 Hans-Joachim Kay aus Friedrichshafen
- 0000–1998 Günter Minninger aus Köln am Rhein
- 1998–1999 Klaus Nieding, Rechtsanwalt aus Frankfurt am Main

## Mit der Kolb & Schüle AG verbundene Unternehmen
- Mechanische Flachsspinnerei in Urach
- Flachsspinnerei Bayreuth in Laineck
- Gg. Langheinrich GmbH & Co. KG  in Schlitz/Hessen
- Flachsrösterei Baiersbronn-Mitteltal
- Spinnfaserfabrik Süddeutsche Zellwolle AG in Kelheim
- A. Gutmann & Co. GmbH in Göppingen
- Carl Faber & M. Becker GmbH & Co. KG in Weilheim an der Teck
- Näherei-Filiale in Münsingen-Böttingen
- Kolblan Textiles S.A.
- k&s fabrics GmbH & Co. KG
- Proflax GmbH & Co. KG in Laichingen
- Aste Möbelstoffe GmbH & Co. KG in Eislingen
- CCP Holding I B.V. in Amsterdam* Grundrendite Liegenschaften GmbH & Co. Beteiligungs KG
- Berliner Zigarettenfabrik GmbH in Berlin-Pankow
- abw Altdeutsche Buntweberei GmbH & Co. KG in Hünfeld
- Becon classic Berliner Konfektion GmbH & Co. KG
- Eisenhut & Weitzel GmbH & Co. KG in München
- BERMOtekstil AG in Moskau